# O lume nebună, nebună, nebună...
O lume nebună, nebună, nebună... (titlu original: It's a Mad, Mad, Mad, Mad World) este un film american epic de comedie din 1963 produs și regizat de Stanley Kramer. În rolurile principale joacă actorii Spencer Tracy, Edie Adams, Milton Berle, Sid Caesar, Buddy Hackett, Ethel Merman, Mickey Rooney, Phil Silvers, Terry-Thomas și Jonathan Winters. Filmul prezintă cursa nebună după 350.000 dolari a unui grup divers și plin de culoare de străini.

## Prezentare
După mulți ani de închisoare, Smiler Grogan conduce cu viteză mare spre un parc din California, unde a ascuns 350.000 de dolari pe care i-a furat cu 15 ani în urmă. Dar, din cauza vitezei mari, are un accident și cade cu mașina de pe o stâncă, iar ocupanții a patru mașini pe care le-a depășit coboară pentru a-l ajuta. Grogan însă, înainte de a muri, le oferă detalii cu privire la locul în care banii sunt îngropați. Deoarece martorii nu reușesc să se înțeleagă cu privire la modul în care vor împărți banii între ei, se ceartă și astfel începe o goană nebună de-a lungul întregului stat.

Afișul filmului de Jack Davis

## Distribuție

### Roluri principale
- Spencer Tracy - T. G. Culpeper, Cpt. de poliție
- Edie Adams - Monica Crump
- Milton Berle - J. Russell Finch
- Sid Caesar - Melville Crump
- Buddy Hackett - "Benjy" Benjamin
- Ethel Merman - Mrs. Marcus
- Dorothy Provine - Emmeline Marcus-Finch
- Mickey Rooney - "Dingy" Bell
- Dick Shawn - Sylvester Marcus
- Phil Silvers - Otto Meyer
- Terry-Thomas - Lt. Col. J. Algernon Hawthorne
- Jonathan Winters - Lennie Pike

### Roluri secundare
- Eddie "Rochester" Anderson - taximetrist
- Jim Backus - proprietar de avion Tyler Fitzgerald
- Barrie Chase - prietena lui Sylvester Marcus
- William Demarest - Aloysius, Șef al Poliției din Santa Rosita
- Jimmy Durante - "Smiler" Grogan
- Peter Falk - taximetrist
- Paul Ford - Col. Wilberforce

### Cameo
- Morey Amsterdam - Uncle Mike (doar voce) (scene șterse)
- Phil Arnold - însoțitor benzinărie (scene șterse)
- Jack Benny - șoferul unui Franklin care oferă ajutor
- Paul Birch - polițist din Santa Rosita
- Ben Blue - pilotul biplanului din 1916
- Joe E. Brown - un oficial ce ține un discurs la un șantier de construcții
- Eve Bruce ca Showgirl (scene șterse)
- Alan Carney - un sergent de poliție din Santa Rosita
- Chick Chandler - un ofițer de poliție din Santa Rosita (scene șterse)
- John Clarke - a helicopter pilot
- Stanley Clements - un local reporter din secția de poliție
- Lloyd Corrigan - primarul din Santa Rosita
- Howard Da Silva - un oficial la aeroport (scene șterse)
- Andy Devine - Șeriful din Crockett County, California
- Selma Diamond - Ginger Culpeper, soția căpitanului Culpeper (doar ca voce la telefon)
- King Donovan - un oficial la aeroport (scene șterse)
- Minta Durfee - un om din mulțime
- Roy Engel - un ofițer de poliție din Santa Rosita
- Norman Fell - detectiv principal la locul accidentului lui Grogan
- James Flavin - un polițist-în-patrulă la intersecție (scene șterse)
- Stan Freberg - adjunct al șerifului din Crockett County
- Nicholas Georgiade - detectiv la locul accidentului lui Grogan
- Leo Gorcey - șoferul de taxi ce îi aduce pe Melville și Monica la magazinul de unelte
- Stacy Harris - vocea la stație a polițistului din unitatea unit F-7 (doar voce)
- Don C. Harvey - un ofițer de poliție din Santa Rosita

- Sterling Holloway - căpitanul Departamentului de pompieri din Santa Rosita
- Edward Everett Horton - Mr. Dinckler, proprietar al magazinului de unelte
- Allen Jenkins - un ofițer de poliție din Santa Rosita (scene șterse)
- Marvin Kaplan - co-proprietar benzinărie Irwin
- Robert Karnes - Simmy, un ofițer de poliție din Santa Rosita
- Buster Keaton - Jimmy the Crook, cumnatul lui Culpeper
- Tom Kennedy - polițist la circulație de la departamentul de poliție din Santa Rosita
- Don Knotts - motociclistul nervos
- Charles Lane - administratorul aeroportului
- Harry Lauter - un dispecer de la departamentul de poliție din Santa Rosita
- Ben Lessy - George the steward
- Bobo Lewis - soția pilotului de avion de epocă
- Jerry Lewis - motociclistul care trece peste pălăria lui Culpeper
- Mike Mazurki - minerul care aduce medicamente pentru soția sa
- Charles McGraw - Lt. Matthews de la departamentul de poliție din Santa Rosita
- Tyler McVey - vocea unui polițist prin stație (doar voce)
- Cliff Norton - un reporter (scene șterse)
- Barbara Pepper - o chelneriță cu înghețată (scene șterse)
- Ken Peters - un dispecer  de la departamentul de poliție din Santa Rosita
- ZaSu Pitts - Gertie, ca Operator de centrală la Divizia Centrală de la departamentul de poliție din Santa Rosita
- Elliott Reid - Dr. Chadwick (doar voce) (scene șterse)
- Carl Reiner - controlorul de turn al aeroportului din Rancho Conejo
- Madlyn Rhue - secretara Schwartz de la departamentul de poliție din Santa Rosita
- Roy Roberts - ofițerul din garaj de la departamentul de poliție din Santa Rosita (scene șterse)
- Eddie Rosson - fiul lui Miner
- Eddie Ryder - membru al echipei din turnul de control al aeroportului din Rancho Conejo
- Jean Sewell - femeie în camionul cu imigranți
- The Shirelles cântă "31 Flavors" în scena din casa lui Sylvester (doar voce)
- Arnold Stang - Ray, co-proprietar service
- Nick Stewart - șoferul de camion cu imigranți
- The Three Stooges (Cei trei măscărici) (Moe Howard, Larry Fine și Curly Joe DeRita) - pompieri la aeroportul din Rancho Conejo
- Sammee Tong -  la curățătorie
- Doodles Weaver - un angajat la un magazin de unelte
- Lennie Weinrib - o voce de la stația poliției și ca un pompier (doar voce)
- Jesse White - un controlor de trafic aerian din Rancho Conejo